# Maruhasi
A Maruhasi  (丸橋) a Kasima Sinden Dzsikisin Kage-rjú kendzsucu iskola legmagasabb szintű, egyben utolsó klasszikus formagyakorlata, katája. Pontos végrehajtása a stílusban való nagy jártasságot és alapos felkészülést igényel, holott a külső szemlélő számára a mozdulatok nem tűnnek túl bonyolultnak. Ez is jelzi, hogy itt a hangsúly már nem igazán a technikán, sokkal inkább a gyakorló lelki felkészültségén van. A gyakorlat századokon át titkos volt, a legbonyolultabb mesterkatának tartják. Kifinomult mozgások és nehéz kiai gyakorlatok jellemzik.

## A gyakorlat
A formát két ember hajtja végre, az egyiknél hosszú kard (bokken) van, ő a gyakorlat alatt csaknem mozdulatlanul, alapállásban, előre szegezett karddal áll. A másik gyakorlónál, aki a technikákat ténylegesen végrehajtja, rövid kard, azaz kodacsi van.
1. 一本目 Hasszoken 八相剣
2. 二本目 Teiken 提剣
3. 三本目 Szuisaken 水車剣
4. 四本目 Enkaiken 圓快剣
5. 五本目 Maruhasiken 圓橋剣